# Nieporządek
Uzasadnienie: Artykuł Podsilnia zawiera niektóre fakty podane w tym artykule; podsilnia sama w sobie jest jedynie nazwą oznaczenia, nieporządek to pojęcie szersze, które oznaczenie to wykorzystuje

Wykres pokazujący liczbę możliwych permutacji (n!) oraz nieporządków (!n) w miarę wzrostu n.

Nieporządek – permutacja elementów zbioru, która nie pozostawia żadnego elementu na swoim oryginalnym miejscu (innymi słowy nie posiada żadnego punktu stałego).
Liczbę nieporządków danego n-elementowego zbioru oznacza się symbolem podsilni !n, n¡ lub {\displaystyle d_{n}} (zwanej również „dolną silnią”).
Problem zliczania nieporządków był rozważany przez Pierre’a Rémonda de Montmorta w 1708  ; podał on rozwiązanie w 1713, równolegle z Nicolausem Bernoullim. Stąd też innym określeniem nieporządków jest „liczby de Montmorta”.

## Przykład
Nauczyciel rozdał czterem uczniom – A, B, C i D – sprawdziany i poprosił, aby sami ocenili swoje prace. Oczywiście żaden uczeń nie powinien oceniać swojego własnego testu. Na ile sposobów nauczyciel może rozdać sprawdziany, aby żaden uczeń nie dostał swojego?
Z 24 permutacji (4!) zbioru czteroelementowego tylko 9 jest nieporządkami:
BADC, BCDA, BDAC,
CADB, CDAB, CDBA,
DABC, DCAB, DCBA.
W każdym innym przypadku przynajmniej jeden uczeń otrzyma swój własny sprawdzian.

## Zliczanie nieporządków
Wykorzystajmy przykład, aby odnaleźć liczbę nieporządków zbioru n-elementowego. Przypuśćmy, że mamy teraz n uczniów oraz n sprawdzianów, oznaczonych od 1 do n. Chcemy policzyć, na ile sposobów możemy rozdać każdej osobie jeden sprawdzian, tak aby żaden uczeń nie otrzymał swojego sprawdzianu. Załóżmy, że pierwszy uczeń otrzymał sprawdzian o numerze {\displaystyle i\neq 1}. Możliwe są dwie sytuacje:
1. Uczeń o numerze i nie otrzymał sprawdzianu numer 1. Rozdanie sprawdzianów o numerach innych niż i sprowadza się do problemu z {\displaystyle n-1} uczniami i {\displaystyle n-1} sprawdzianami: każda z pozostałych {\displaystyle n-1} osób ma jeden niedozwolony numer sprawdzianu (uczniowi o numerze i nie wolno wziąć sprawdzianu o numerze 1),
2. Uczeń o numerze i dostał sprawdzian numer 1. Ten przypadek redukuje się do problemu dla {\displaystyle n-2} osób i {\displaystyle n-2} sprawdzianów (każda z osób poza uczniami 1 oraz i nie może dostać tylko swojego sprawdzianiu).

Stąd dla każdej z {\displaystyle n-1} możliwości dla pierwszego sprawdzianu pozostałe możemy rozdać na {\displaystyle {!(n-1)}+{!(n-2)}} sposobów. To daje równanie rekurencyjne
{\displaystyle !n=(n-1)({!(n-1)}+{!(n-2)})}
przy warunkach początkowych !0 = 1 i !1 = 0.
Identyczna formuła rekurencyjna występuje dla silni (z innymi warunkami startowymi): mamy 0! = 1, 1! = 1 oraz
{\displaystyle n!=(n-1)((n-1)!+(n-2)!).}
Podobieństwo to wykorzystuje się do udowadniania związków liczby nieporządków z liczbą e.
Do wyprowadzenia wzoru jawnego używa się zasady włączeń i wyłączeń :
{\displaystyle !n=n!\sum _{i=0}^{n}{\frac {(-1)^{i}}{i!}}.}
Dowodzi się również poniższe wzory :
{\displaystyle !n=\left\lfloor {\frac {n!}{e}}+{\frac {1}{2}}\right\rfloor ,\quad n\geq 1,}
{\displaystyle !n=\left[{\frac {n!}{e}}\right],\quad n\geq 1,}
gdzie {\displaystyle \left\lfloor x\right\rfloor } jest funkcją podłogi, a {\displaystyle [x]} zaokrągleniem do najbliższej liczby całkowitej.
{\displaystyle !n=\left\lfloor (e+e^{-1})n!\right\rfloor -\lfloor en!\rfloor ,\quad n\geq 2,}
{\displaystyle !n=n!-\sum _{i=1}^{n}{n \choose i}\cdot !(n-i),}
Zachodzą również następujące zależności rekurencyjne:
{\displaystyle !n=n\left(!(n-1)\right)+(-1)^{n}.}
Poczynając od n = 0, liczba nieporządków zbioru n-elementowego wynosi:
1, 0, 1, 2, 9, 44, 265, 1854, 14833, 133496, 1334961, 14684570, 176214841, 2290792932, ... .
Są to kolejne wartości podsilni oraz problemu permutacji z 0 punktami stałymi (patrz niżej).

## Granica stosunku nieporządków do permutacji zbiorun-elementowego
Używając powyższych rekurencji, można pokazać, że
{\displaystyle \lim _{n\to \infty }{\frac {!n}{n!}}={\frac {1}{e}}\approx 0{,}3679\dots }
Jest to granica prawdopodobieństw pn = dn/n! zdarzeń polegających na tym, że losowo wybrana permutacja zbioru o n elementach jest nieporządkiem. Prawdopodobieństwo to szybko zmierza do stałej granicy, w miarę jak wartości n rosną. Powyższy wykres pokazuje, że krzywa reprezentująca liczbę nieporządków jest przesunięta od krzywej liczby permutacji o mniej więcej stałą wartość.
Przywołując wcześniejszy przykład losowego rozdawania do poprawy sprawdzianów uczniom wnioskujemy, że prawdopodobieństwo, że jakiś uczeń natrafi na swój własny sprawdzian wynosi około 63% i nie zmienia się to wraz ze wzrostem liczby uczniów.

## Uogólnienia
Problem nieporządków można rozszerzyć na pytanie o liczbę permutacji zbioru n-elementowego o dokładnie k punktach stałych.
Nieporządki są przykładem znacznie większej klasy permutacji o pewnych narzuconych ograniczeniach. Problem par małżeńskich zadaje pytanie, na ile sposobów dookoła okrągłego stołu można rozmieścić n par małżeńskich, tak, by osoby przeciwnej płci siedziały na zmianę, a żadna osoba nie siedziała obok swojego współmałżonka.